# کارون (شعر)
کارون یا بلم از مشهورترین شعرهای فریدون توللی است.

## نقد و نظر
محمود کیانوش این شعر را از زیباترین شعرهای غنایی معاصر فارسی و در ردیف شعرهای خوب شاعران رمانتیک غربی در قرن نوزدهم می‌داند.